# Железная леди (фильм)
«Желе́зная ле́ди» (англ. The Iron Lady) — биографическая драма 2011 года режиссёра Филлиды Ллойд. В главных ролях задействованы Мерил Стрип и Джим Бродбент. Режиссёр Филлида Ллойд ранее работала с Мерил Стрип в фильме-мюзикле «Мамма миа!».
За роль Маргарет Тэтчер Мерил Стрип стала лауреатом премий «Золотой глобус» и «Оскар» за лучшую женскую роль в драме, а сам фильм стал обладателем второй премии «Оскар» за лучший грим (Марк Кулир[en], Дж. Рой Хелланд[en]).

## Сюжет
Действие фильма происходит в наши дни. Картина открывается сценой, в которой пожилая Маргарет Тэтчер (Мерил Стрип) покупает в магазине молоко и газету. Придя домой, она обсуждает текущее положение Англии со своим мужем Денисом (Джим Бродбент). Прислуга, которая заходит в комнату во время разговора, обнаруживает, что Тэтчер разговаривает сама с собой, кроме неё в комнате никого нет. Уже несколько лет Тэтчер борется с деменцией, которая мешает ей жить обычным образом. Ей постоянно видится её умерший муж, вспоминаются отрывки из прошлого. Во флэшбеках показывается становление Тэтчер (тогда ещё Робертс) как политика, её восхождение по карьерной лестнице и свадьба с Денисом.
Тэтчер совершенно не находит себе занятия на пенсии, целыми днями она не выходит из дома. Её сын Марк живёт в Южной Африке, а дочь Кэрол (Оливия Колмэн) иногда навещает мать, но не так часто, как ей хотелось бы. Она вспоминает своё вступление на должность премьер-министра Великобритании и события, предшествующие этому: профессиональная смена голоса и имиджа с помощью логопедов и стилистов, твердое решение стать лидером Консервативной партии и дружеские отношения с политиком Эйри Нивом (Николас Фаррелл), погибшим от взрыва бомбы в 1979 году.
На протяжении работы Тэтчер на посту премьер-министра произошло несколько событий, которые кардинально поменяли жизнь страны: от забастовки шахтеров в 1981 году до взрыва в отеле «Гранд-Брайтон» в Брайтоне, в котором чуть не погибла сама Тэтчер вместе с мужем. Ключевой проблемой стала Фолклендская война, которую Тэтчер фактически разрешила, приказав потопить аргентинский крейсер «Генерал Бельграно», после чего шансов у Аргентины практически не осталось, и Великобритания вышла из этой битвы победителем. Победа в Фолклендской войне приносит Тэтчер уважение от ближайшего соратника Рональда Рейгана. Через несколько лет мир полностью переворачивается: Берлинская стена разрушена, СССР больше нет. После увольнения вице-премьера Великобритании Джеффри Хау (Энтони Хэд) авторитет Тэтчер в партии подрывается, начинаются новые выборы на пост премьер-министра страны. Маргарет Тэтчер объявляет об отставке.
Действие возвращается в наше время. Чтобы избавиться от галлюцинаций умершего мужа, Тэтчер упаковывает все его вещи в сумку и отдает ему. Когда он выходит из квартиры и идет по коридору, Тэтчер понимает, что не хочет быть одной и просит его вернуться, однако попытки оказываются тщетными — Денис навсегда уходит из её жизни. Фильм заканчивается сценой того, как Тэтчер моет чашку — делает то, что она обещала Денису не делать никогда.

## В ролях
| Актёр            | Роль                       |
| ---------------- | -------------------------- |
| Мерил Стрип      | Маргарет Тэтчер            |
| Джим Бродбент    | Денис Тэтчер               |
| Александра Роуч  | Маргарет Тэтчер (в юности) |
| Гарри Ллойд      | Денис Тэтчер (в юности)    |
| Оливия Колман    | дочь Маргарет Кэрол Тэтчер |
| Энтони Хэд       | Джеффри Хау                |
| Николас Фаррелл  | Эйри Нив                   |
| Ричард Грант     | Майкл Хезелтайн            |
| Майкл Пеннингтон | Майкл Фут                  |
| Джон Сешнс       | Эдвард Хит                 |
| Ангус Райт       | Джон Нотт                  |
| Джулиан Уэдхем   | Фрэнсис Пим                |
| Робин Кермод     | Джон Мейджор               |
| Мэтью Марш       | Александр Хейг             |
| Вилли Джонш      | Кеннет Каунда              |
| Аманда Рут       | Аманда                     |
| Роджер Аллам     | Гордон Рис                 |

## Прокат
Фильма вышел в прокат в Австралии и Новой Зеландии 26 декабря 2011 года, в США и Турции — 13 января 2012 года, в Германии, России и Чехии — 1 марта 2012 года, в Индии, Мексике и Панаме — 2 марта 2012 года. 

## Критика
Фильм получил неоднозначные отзывы кинокритиков. На Rotten Tomatoes обзоры написали 207 критиков, из них 51 % дали фильму положительную оценку. На Metacritic рейтинг составил 54 балла из 100 на основе 41 рецензии. Первые отзывы от кинокритиков были единогласно положительными. В основном, критики восторгались актёрской игрой Мерил Стрип. Журналист газеты The Daily Telegraph Дэвид Гриттен сказал, что «всевозможные награды и премии достанутся Стрип в этом году». Ксен Брукс, пишущий для газеты The Guardian, назвал игру Стрип «удивительной и безупречной».
По словам самой Маргарет Тэтчер, которая сначала отказывалась смотреть картину, мотивируя это тем, что из её карьеры сделали «своего рода развлечение», Мерил Стрип не смогла воплотить на экране реальный образ. За исполнение этой роли Мерил Стрип стала обладательницей своей восьмой по счету статуэтки премии «Золотой глобус» в категории «Лучшая женская роль — драма», а также получила свой третий «Оскар» за лучшую женскую роль, обойдя свою ближайшую соперницу Виолу Дэвис.
Российский прокатчик фильма компания «Каскад-фильм» не смогла организовать пресс-показ, и рецензентам ведущих изданий — «Коммерсанта», «Коммерсант-Weekend», «Московских новостей» и сайта РИА Новостей пришлось нелегально ознакомиться с фильмов. В итоге в текстах кинокритиков появились красочные цитаты, где фигурировал Гитлер, а также упоминалось о желании «задавить эту гопоту, это быдло, этот вонючий рабочий класс» и поставить коммунистов на колени.

## Награды и номинации
- 2011 — номинация на премию «Спутник» за лучшую женскую роль (Мерил Стрип).
- 2012 — две премии «Оскар»: лучшая женская роль (Мерил Стрип), лучший грим (Мэрис Лэнгэн).
- 2012 — премия «Золотой глобус» за лучшую женскую роль в драме (Мерил Стрип).
- 2012 — две премии BAFTA: лучшая женская роль (Мерил Стрип), лучший грим (Мэрис Лэнгэн), а также две номинации: лучшая мужская роль второго плана (Джим Бродбент), лучший оригинальный сценарий (Эби Морган).
- 2012 — номинация на премию Гильдии киноактёров США за лучшую женскую роль (Мерил Стрип).
- 2012 — номинация на премию Европейской киноакадемии за лучший фильм по мнению зрителей.
- 2012 — две номинации на премию британского независимого кино: лучшая женская роль (Мерил Стрип), лучший сценарий (Эби Морган).

## Факты
- На момент выхода фильма многие действующие лица ещё были в живых: сама баронесса Тэтчер, её дочь Кэрол, лорд Джеффри Хау, сэр Джон Мейджор, лорд Майкл Хезелтайн, сэр Джон Нотт, лорд Даглас Хёрд и другие.
- О Тэтчер уже был снят ряд фильмов: «Тэтчер: последние дни» (англ. Thatcher: The Final Days, телефильм 1991 года с Сильвией Симс в главной роли); «Долгая дорога к Финчли» (англ. The Long Walk to Finchley, телефильм 2008 года о молодых годах Тэтчер с Андреа Райзборо в главной роли) и другие.
- В Рунете распространилась пиратская версия с шуточным переводом, насыщенным отсылками к постсоветским реалиям. Она была всерьёз воспринята некоторыми кинокритиками[14].